# Ambrolauri
Ambrolauri (gruzijski:  ამბროლაური) je grad u Gruziji, središte regije Rača-Lečhumi i Donja Svanetija. Prema podacima iz 2014. godine u gradu je živjelo 2.047 stanovnika.

## Povijest
Ambrolauri je poznat od 17. stoljeća kada je bio jedna od rezidencija kraljeva Imereta. Od ovog kraljevskog kompleksa ostale su samo ruševine crkve i toranj. Godine 1769., imeretski kralj Salomon je dopustio lokalnom princu Zurabu Machabeli da sagradi kulu koja je i danas poznata kao "Machabeli kula".
Godine 1930. naselje je preimenovano u Yenukidze, u čast istaknutom sovjetskom članu partije Avelu Yenukidzu. Nakon Yenukidzeovog uhićenja, vraćen je izvorni naziv. Ambrolauri je službeno dobio status grada 1966., teško je oštećen u potresu 1991. godine.

## Vanjske poveznice
- Ambrolauri općina

- Ambrolauri.com Vodič kroz Ambrolauri